# Frédéric-Jean de Saxe-Meiningen
Frédéric-Jean de Saxe-Meiningen, né le 12 octobre 1861 à Meiningen, tué à Tarcienne (Belgique) le 23 août 1914, est un prince allemand.
Frédéric de Saxe-Meiningen appartient à la Maison ducale de Saxe-Meiningen. Cette Maison appartient à la troisième branche de la Maison de Wettin. La lignée des Saxe-Meiningen appartient à la branche ernestine fondée par Ernest de Saxe. Cette Maison est toujours existante, elle représentée par le duc Frédéric Conrad de Saxe-Meiningen. Il a participé à la diffusion des idées luthériennes en Allemagne qui fut le foyer du protestantisme au XVIe siècle.

## Biographie
Le prince Frédéric est le quatrième fils et sixième enfant du duc Georges II de Saxe-Hildburghausen et de sa seconde épouse Théodora de Hohenlohe-Langenbourg (nièce de la reine Victoria). Il épousa le 24 avril 1889 à Neudorf (de) la comtesse Adélaïde de Lippe-Biesterfeld, fils du comte Ernest II de Lippe-Biesterfeld et sœur du dernier prince de Lippe.
Six enfants sont nés de cette union :
- Théodora de Saxe-Meiningen (1890-1972), en 1910 elle épousa le grand-duc Guillaume-Ernest de Saxe-Weimar-Eisenach (1876-1923)
- Adélaïde de Saxe-Meiningen (1891-1971), le 3 août 1914 elle épousa la prince Adalbert de Prusse (1884-1948)
- Georges III de Saxe-Meiningen-Hildburghausen (1892- mort prisonnier en Union des républiques socialistes soviétiques en 1946), prince de Saxe-Meiningen, père de la princesse Regina de Saxe-Meiningen, épouse de l'archiduc Otto de Habsbourg-Lorraine.
- Ernest de Saxe-Meiningen (1895 - tué à Maubeuge (France) en 1914)
- Louise de Saxe-Meiningen (1899-1985), en 1936 elle épousa le baron Götz von Wangenheim (1895-1941)
- Bernard IV de Saxe-Meiningen, prince de Saxe-Meiningen

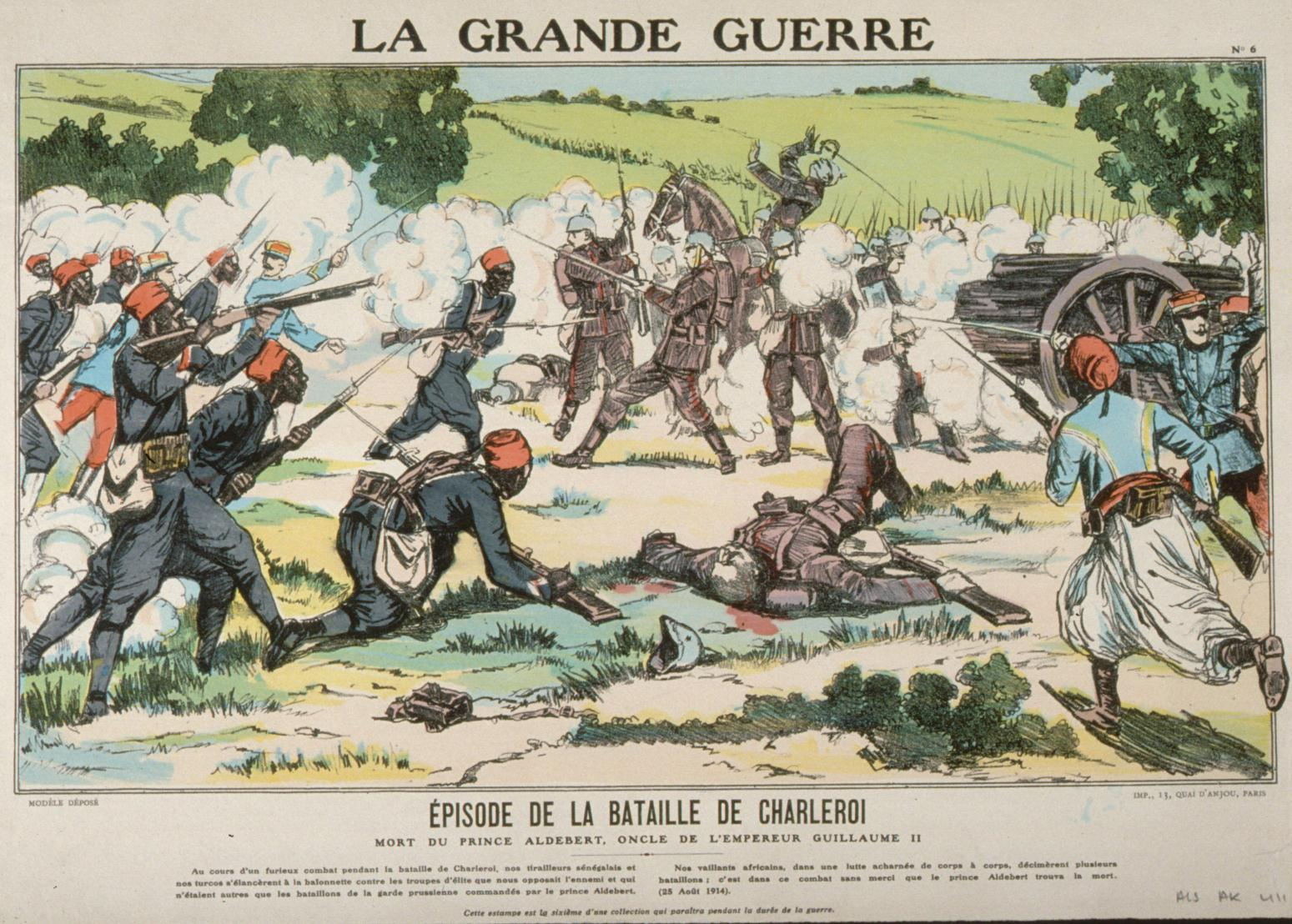
Lithographie française de 1915, titrée « épisode de la bataille de Charleroi ; mort du prince Aldebert, oncle de l'empereur Guillaume II » et montrant un combat entre les tirailleurs sénégalais et la Garde allemande. La date est incorrecte, ce furent les tirailleurs algériens et les zouaves qui attaquèrent, et ce n'est pas le prince Adalbert, mais le prince Frédéric-Jean de Saxe-Meiningen qui trouva la mort.

Le prince Frédéric de Saxe-Meiningen est général-lieutenant de l'armée impériale et commandant de la 39e brigade d'infanterie basée à Hanovre. Il fut tué à la bataille de Charleroi, le 23 août 1914, quelques jours après le mariage de sa fille Adélaïde avec le prince Adalbert de Prusse.
Son corps est amené au collège jésuite du Sacré-Cœur de Charleroi où il fut embaumé. Il est enterré au cimetière du parc (Meiningen). Il y a une épitaphe à son nom sur un monument du cimetière militaire de Tarcienne. On a nommé la Friedrichstrasse à Meiningen en son honneur.